# Coupe Challenge féminine de handball 2014-2015
Navigation
Coupe Challenge 2013-2014 Coupe Challenge 2015-2016
La Coupe Challenge 2014-2015 est la 22e édition de la Coupe Challenge de handball féminin, compétition créée en 1993. Elle est remportée par le club français de l'Union Mios Biganos-Bègles, déjà vainqueur en 2011 sous le nom de Mios-Biganos bassin d'Arcachon.

## Formule
La Coupe Challenge, a priori la moins réputée des différentes compétitions européennes, est également appelée C4.
L’épreuve débute par un tour préliminaire opposant 18 équipes qui jouent en match aller-retour la qualification pour les huitièmes de finale. Les 9 équipes qualifiées rejoignent 7 autres équipes directement qualifiées pour ce tour. Par la suite, toutes les rencontres sont disputées en match aller-retour y compris la finale.

## Tour préliminaire
| Équipe           | Équipe               | Équipe                  | Équipe                       | Équipe            |
| ---------------- | -------------------- | ----------------------- | ---------------------------- | ----------------- |
| ABU Bakou        | HIFK                 | Fram Reykjavik          | Pogon Baltica Szczecin       | HC Naisa Niš      |
| ZRK Gorazde      | Mios Biganos-Bègles  | H.C. Holon              | Colégio de Gaia              | DHB Rotweiss Thun |
| HC Gorodnichanka | Thames Handball Club | KHF Kosova              | JAC - Alcanena               | Yellow Winterthur |
| RK Zelina        | AC Loux Patras       | Schuler Afbouwgroep/DOS | Juve Lis                     | Ardesen GSK       |
| Tresnjevka       | GAS Alexandros       | Virto / Quintus         | ŽRK Knjaz Miloš              | Izmir BSB SK      |
| DHC Sokol Poruba | Amyntas Amyntaiou    | Energa AZS Koszalin     | ŽRK Étoile rouge de Belgrade | Galytchanka       |

| Date Aller       | Club                         | Aller   | Total              | Retour  | Club                 | Date Retour      |
| ---------------- | ---------------------------- | ------- | ------------------ | ------- | -------------------- | ---------------- |
| 14 novembre 2014 | AC Loux Patras               | 18 - 24 | 33 - 45            | 15 - 21 | Colégio de Gaia      | 15 novembre 2014 |
| 14 novembre 2014 | Fram Reykjavik               | 43 - 16 | 79 - 32            | 36 - 16 | GAS Alexandros       | 15 novembre 2014 |
| 15 novembre 2014 | HC Naisa Niš                 | 37 - 20 | 74 - 40            | 37 - 20 | Thames Handball Club | 16 novembre 2014 |
| 15 novembre 2014 | DHC Sokol Poruba             | 35 - 19 | 72 - 37            | 37 - 18 | Juve Lis             | 16 novembre 2014 |
| 15 novembre 2014 | ŽRK Étoile rouge de Belgrade | 29 - 31 | 52 - 54            | 23 - 23 | ABU Bakou            | 16 novembre 2014 |
| 15 novembre 2014 | JAC - Alcanena               | 40 - 15 | 78 - 40            | 38 - 25 | ZRK Gorazde          | 16 novembre 2014 |
| 15 novembre 2014 | Virto / Quintus              | 18 - 24 | 41 - 51            | 23 - 27 | Galytchanka          | 22 novembre 2014 |
| 15 novembre 2014 | DHB Rotweiss Thun            | 16 - 17 | 34 - 40            | 18 - 23 | Yellow Winterthur    | 22 novembre 2014 |
| 15 novembre 2014 | Schuler Afbouwgroep/DOS      | 28 - 29 | 57 - 57 (2 - 4tab) | 29 - 28 | Mios Biganos-Bègles  | 23 novembre 2014 |
| 15 novembre 2014 | HC Gorodnichanka             | 36 - 23 | 66 - 43            | 30 - 20 | Izmir BSB SK         | 23 novembre 2014 |
| 15 novembre 2014 | Pogon Baltica Szczecin       | 40 - 21 | 74 - 38            | 34 - 17 | HIFK                 | 23 novembre 2014 |
| 21 novembre 2014 | Amyntas Amyntaiou            | 28 - 21 | 53 - 42            | 25 - 21 | H.C. Holon           | 23 novembre 2014 |
| 22 novembre 2014 | Ardesen GSK                  | 34 - 27 | 65 - 58            | 31 - 31 | Energa AZS Koszalin  | 23 novembre 2014 |
| 23 novembre 2014 | Tresnjevka                   | 22 - 27 | 47 - 54            | 25 - 27 | ŽRK Knjaz Miloš      | 24 novembre 2014 |
| 4 janvier 2015   | KHF Kosova                   | 20 - 45 | 37 - 91            | 17 - 46 | RK Zelina            | 5 janvier 2015   |

## Huitièmes de finale
| Équipe          | Équipe              | Équipe            | Équipe                 | Équipe       |
| --------------- | ------------------- | ----------------- | ---------------------- | ------------ |
| Colégio de Gaia | DHC Sokol Poruba    | Galytchanka       | HC Gorodnichanka       | Ardesen GSK  |
| Fram Reykjavik  | ABU Bakou           | Yellow Winterthur | Pogon Baltica Szczecin | HC Naisa Niš |
| JAC - Alcanena  | Mios Biganos-Bègles | Amyntas Amyntaiou | ŽRK Knjaz Miloš        | RK Zelina    |

| Équipe      |
| ----------- |
| Le Havre AC |

| Date Aller      | Club              | Aller   | Total   | Retour  | Club                   | Date Retour     |
| --------------- | ----------------- | ------- | ------- | ------- | ---------------------- | --------------- |
| 6 février 2015  | Yellow Winterthur | 18 - 34 | 34 - 62 | 16 - 28 | Mios Biganos-Bègles    | 7 février 2015  |
| 6 février 2015  | Le Havre AC       | 27 - 18 | 59 - 31 | 32 - 13 | HC Gorodnichanka       | 8 février 2015  |
| 7 février 2015  | Colégio de Gaia   | 24 - 28 | 53 - 55 | 29 - 27 | DHC Sokol Poruba       | 8 février 2015  |
| 7 février 2015  | JAC - Alcanena    | 22 - 33 | 43 - 59 | 21 - 26 | Pogon Baltica Szczecin | 8 février 2015  |
| 7 février 2015  | Amyntas Amyntaiou | 11 - 26 | 27 - 62 | 16 - 36 | Galytchanka            | 14 février 2015 |
| 14 février 2015 | ABU Bakou         | 28 - 37 | 56 - 64 | 28 - 27 | ŽRK Knjaz Miloš        | 15 février 2015 |
| 14 février 2015 | HC Naisa Niš      | 28 - 32 | 50 - 49 | 22 - 17 | Fram Reykjavik         | 15 février 2015 |
| 14 février 2015 | Ardesen GSK       | 32 - 29 | 60 - 59 | 28 - 30 | RK Zelina              | 15 février 2015 |

## Phase finale
| Équipe                 | Équipe          |
| ---------------------- | --------------- |
| Mios Biganos-Bègles    | Galytchanka     |
| Le Havre AC            | ŽRK Knjaz Miloš |
| DHC Sokol Poruba       | HC Naisa Niš    |
| Pogon Baltica Szczecin | Ardesen GSK     |

|  | Quarts de finale       | Quarts de finale       | Quarts de finale    | Quarts de finale    |                        |                        | Demi-finales | Demi-finales | Demi-finales | Demi-finales |  |  | Finale | Finale | Finale | Finale |
|  |                        |                        |                     |                     |                        |                        |              |              |              |              |  |  |        |        |        |        |
|  |                        |                        |                     |                     |                        |                        |              |              |              |              |  |  |        |        |        |        |
|  |                        |                        |                     |                     |                        |                        |              |              |              |              |  |  |        |        |        |        |
|  | Ardesen GSK            | Ardesen GSK            | 26                  | 31                  |                        |                        |              |              |              |              |  |  |        |        |        |        |
|  | Ardesen GSK            | Ardesen GSK            | 26                  | 31                  |                        |                        |              |              |              |              |  |  |        |        |        |        |
|  | Pogon Baltica Szczecin | Pogon Baltica Szczecin | 31                  | 28                  |                        |                        |              |              |              |              |  |  |        |        |        |        |
|  | Pogon Baltica Szczecin | Pogon Baltica Szczecin | 31                  | 28                  | Pogon Baltica Szczecin | Pogon Baltica Szczecin | 29           | 25           |              |              |  |  |        |        |        |        |
|  |                        |                        |                     |                     | Pogon Baltica Szczecin | Pogon Baltica Szczecin | 29           | 25           |              |              |  |  |        |        |        |        |
|  |                        |                        | Galytchanka         | Galytchanka         | 28                     | 21                     |              |              |              |              |  |  |        |        |        |        |
|  | HC Naisa Niš           | HC Naisa Niš           | Galytchanka         | Galytchanka         | 28                     | 21                     | 22           | 20           |              |              |  |  |        |        |        |        |
|  | HC Naisa Niš           | HC Naisa Niš           |                     |                     |                        |                        |              | 20           |              |              |  |  |        |        |        |        |
|  | Galytchanka            | Galytchanka            | 28                  | 27                  |                        |                        |              |              |              |              |  |  |        |        |        |        |
|  | Galytchanka            | Galytchanka            | 28                  | 27                  | Pogon Baltica Szczecin | Pogon Baltica Szczecin | 20           | 24           |              |              |  |  |        |        |        |        |
|  |                        |                        |                     |                     | Pogon Baltica Szczecin | Pogon Baltica Szczecin | 20           | 24           |              |              |  |  |        |        |        |        |
|  |                        |                        | Mios Biganos-Bègles | Mios Biganos-Bègles | 21                     | 28                     |              |              |              |              |  |  |        |        |        |        |
|  | DHC Sokol Poruba       | DHC Sokol Poruba       | Mios Biganos-Bègles | Mios Biganos-Bègles | 21                     | 28                     | 24           | 22           |              |              |  |  |        |        |        |        |
|  | DHC Sokol Poruba       | DHC Sokol Poruba       |                     |                     |                        |                        |              |              |              |              |  |  |        |        |        |        |
|  | Mios Biganos-Bègles    | Mios Biganos-Bègles    | 31                  | 24                  |                        |                        |              |              |              |              |  |  |        |        |        |        |
|  | Mios Biganos-Bègles    | Mios Biganos-Bègles    | 31                  | 24                  | Mios Biganos-Bègles    | Mios Biganos-Bègles    | 21           | 38           |              |              |  |  |        |        |        |        |
|  |                        |                        |                     |                     | Mios Biganos-Bègles    | Mios Biganos-Bègles    | 21           | 38           |              |              |  |  |        |        |        |        |
|  |                        |                        | Le Havre AC         | Le Havre AC         | 28                     | 26                     |              |              |              |              |  |  |        |        |        |        |
|  | ŽRK Knjaz Miloš        | ŽRK Knjaz Miloš        | Le Havre AC         | Le Havre AC         | 28                     | 26                     | 25           | 24           |              |              |  |  |        |        |        |        |
|  | ŽRK Knjaz Miloš        | ŽRK Knjaz Miloš        |                     |                     |                        |                        |              | 24           |              |              |  |  |        |        |        |        |
|  | Le Havre AC            | Le Havre AC            | 33                  | 26                  |                        |                        |              |              |              |              |  |  |        |        |        |        |
|  | Le Havre AC            | Le Havre AC            | 33                  | 26                  |                        |                        |              |              |              |              |  |  |        |        |        |        |
|  |                        |                        |                     |                     |                        |                        |              |              |              |              |  |  |        |        |        |        |

### Quarts de finale
| Date Aller   | Club             | Aller   | Total | Retour | Club                   | Date Retour  |
| ------------ | ---------------- | ------- | ----- | ------ | ---------------------- | ------------ |
| 14 mars 2015 | Ardesen GSK      | 26-31   | 57-59 | 31-28  | Pogon Baltica Szczecin | 15 mars 2015 |
| 14 mars 2015 | HC Naisa Niš     | 22-28   | 42-55 | 20-27  | Galytchanka            | 15 mars 2015 |
| 7 mars 2015  | DHC Sokol Poruba | 24 - 31 | 46-55 | 22-24  | Mios Biganos-Bègles    | 15 mars 2015 |
| 7 mars 2015  | ŽRK Knjaz Miloš  | 25 - 33 | 49-56 | 24-26  | Le Havre AC            | 15 mars 2015 |

### Demi-finales
| Date Aller   | Club                   | Aller   | Total   | Retour  | Club        | Date Retour   |
| ------------ | ---------------------- | ------- | ------- | ------- | ----------- | ------------- |
| 4 avril 2015 | Pogon Baltica Szczecin | 29 - 28 | 54 - 49 | 25 - 21 | Galytchanka | 11 avril 2015 |
| 4 avril 2015 | Mios Biganos-Bègles    | 21 - 28 | 59 - 54 | 38 - 26 | Le Havre AC | 10 avril 2015 |

### Finale
| Date Aller | Club                   | Aller   | Total   | Retour  | Club                | Date Retour |
| ---------- | ---------------------- | ------- | ------- | ------- | ------------------- | ----------- |
| 3 mai 2015 | Pogon Baltica Szczecin | 20 - 21 | 44 - 49 | 24 - 28 | Mios Biganos-Bègles | 10 mai 2015 |

## Les championnes d'Europe
| Championne d'Europe - Coupe Challenge 2014-2015 Mios Biganos-Bègles 2e titre |

## Statistiques

### Buteuses
| Rang | Nom            | Équipe              | Buts |
| ---- | -------------- | ------------------- | ---- |
| 1    | Chloé Bulleux  | Mios Biganos-Bègles | 54   |
| 2    | Katarina Tomic | ŽRK Knjaz Miloš     | 49   |
| 3    | Asli Iskit     | Ardesen GSK         | 47   |
|      | Iryna Stelmakh | Galytchanka         | 47   |